# Hoechst
Hoechst  er en tysk kemikoncern grundlagt i 1863.
Virksomheden blev i 1925 en del af I.G. Farben, men blev skilt ud efter 2.verdenskrig i 1951.
I 1999 blev koncernen lagt sammen med Rhone-Poulenc og hedder nu Sanofi-aventis.
| Tyskland | Spire Denne artikel om et firma eller en virksomhed i Tyskland er en spire som bør udbygges. Du er velkommen til at hjælpe Wikipedia ved at udvide den. |

50°5′19″N 8°32′6″Ø / 50.08861°N 8.53500°Ø